# 坤都岱
坤都岱，蒙古帝国将领，钦察人。
其父库春，为钦察部酋长孙辈，窝阔台时，速不台平钦察，库春隶属于速不台麾下为百户。去世。坤都岱嗣百户。跟随速不台平定金朝河中、凤翔，参与围攻汴京。金朝灭亡后，跟随察罕伐南宋，攻克襄阳、郢州、德安，攻打淮西诸州，登阵陷阵，为诸将之冠。后驻守光州。率所部抵御宋兵进攻。中流矢而死。时年五十一岁，其子烏克岱。